# Lovro Hacin
Lovro Hacin (Cerklje na Gorenjskem, 11 gennaio 1903 – Lubiana, 4 settembre 1946) è stato un poliziotto e avvocato jugoslavo, di etnia slovena, fu Capo della polizia di Lubiana.

## Biografia
Era nato da Lovrenc e da Katarina Zupan. Studiò legge a Vienna e conseguì il dottorato (1916). Era il capo distretto di Maribor – riva destra.
Nel 1936 fu nominato direttore della polizia di Lubiana continuando a svolgere la stessa mansione durante l'occupazione italiana quando fu istituita la Provincia di Lubiana, collaborando con gli occupanti. Nel settembre 1943 divenne di nuovo Capo della polizia di Lubiana. Era uno strenuo oppositore del comunismo per contrastare l'azione del Fronte di Liberazione del Popolo Sloveno stabilì sezioni di polizia nelle principali città della provincia di Lubiana, che lavorarono a stretto contatto con la Slovensko domobranstvo e la Gestapo.. Al processo che lo vide coimputato con Leon Rupnik, Erwin Rösener, Miha Krek, Milko Vizjak e Gregorius Rožman, nel 1946, fu condannato a morte per impiccagione per collaborazionismo.